# Dicoy Williams
Dicoy Anthony Williams (Kingston, 7 ottobre 1986) è un ex calciatore giamaicano, di ruolo difensore.

## Palmarès
- National Premier League: 1

Harbour View: 2009-2010
- Canadian Championship: 2

Toronto: 2011, 2012